# Aptos Open 1973
L'Aptos Open 1973 è stato un torneo di tennis giocato sul cemento. È stata la 1ª edizione del torneo, che fa parte del Commercial Union Assurance Grand Prix 1973. Si è giocato ad Aptos negli USA dal 10 al 16 settembre 1973.

## Campioni

### Singolare maschile
Jeff Austin ha battuto in finale  Onny Parun con il punteggio di 7–6, 6–4

### Doppio maschile
Jeff Austin /  Fred McNair hanno battuto in finale  Raymond Moore /  Onny Parun con il punteggio di 6–2, 6–1